# 85388 Sakazukiyama
85388 Sakazukiyama este o planetă minoră (asteroid) din centura de asteroizi. A fost descoperită pe 11 august 1996 la Nanyo, Yamagata de 大国富丸⁠(d). 
Obiectul prezintă o orbită caracterizată de o semiaxă mare de 2,5440909436011 UAi, o excentricitate de 0,31, o înclinație de 3,9 ° în raport cu ecliptica.